# Municipio de Belvoir (condado de Sampson)
El municipio de Belvoir (en inglés: Belvoir Township) es un municipio ubicado en el  condado de Sampson en el estado estadounidense de Carolina del Norte. En el año 2010 tenía una población de 2.160 habitantes.

## Geografía
El municipio de Burgaw  se encuentra ubicado en las coordenadas 35°2′20.6″N 78°24′57.01″O / 35.039056, -78.4158361.